# Kodi (szoftver)
A Kodi – régebbi nevén XBMC, amely eredetileg a „Xbox Media Center” rövidítése volt – egy szabad és nyílt forráskódú, cross-platform digitális médialejátszó és HTPC (Házi-Mozi PC) szoftver, melyet úgy alakítottak ki, hogy nappaliban amolyan médialejátszó szerűen, könnyen vezérelhető legyen akár egy távirányítóval is, egy televízión. A grafikus felhasználói felület kialakítása lehetővé teszi, hogy könnyen és gyorsan hozzáférjen a képekhez, videókhoz, zenékhez és podcastokhoz, akár a számítógépen, hálózaton vagy optikai lemezeken tárolja őket. Az XBMC projektet egy nonprofit konzorcium fejleszti, a XBMC Foundation.
Maga a program egy népszerű alternatívája a Microsoft által fejlesztett Windows Media Center-nek, és az Apple Front Row szoftverének, HTPC-s környezetben. Hasonlóan a MediaPortal és a MythTV programokhoz az XBMC arculata is szabadon megváltoztatható un. skin-ekkel (bőrökkel), amiből rengeteg áll a rendelkezésre, teljesen ingyenesen, és a kínálat folyamatosan bővül, hiszen alapszintű programozói tudással bárki nekiállhat egy egyedi design elkészítéséhez. Ezen kívül rengeteg szintén ingyenes kiegészítő (plug-in) is a rendelkezésre áll, melyekkel különböző extra funkciók érhetőek el. A legutóbbi un. "stabil" kiadás már egy beépített plug-in menedzserrel is rendelkezik, amivel letölthetjük-törölhetjük a kiegészítőket, pl. a YouTube, Netflix, Hulu klienseket, skineket stb., és ún. repo-kat, (külső fejlesztőktől származó kiegészítő tárolóhelyeket) adhatunk hozzá az XBMC-hez, amellyel további külső fejlesztőktől származó kiegészítők vállnak elérhetővé.
A Kodi (XBMC) eredetileg egy média-center alkalmazás volt az első generációs Xbox játékkonzolhoz, de ma már hivatalosan is elérhető Windows és Linux operációs rendszerrel rendelkező PC-kre, MacOSX-re (Snow Leopard, Leopard, Tiger, iOS (iDevices; kell hozzá jailbreak), AppleTV) is, és támogatja a legtöbb, ma használatban lévő processzor-architektúrát (ARM, PowerPC, x86/IA-32, x86-64, MIPS, ez utóbbi fejlesztés alatt), valamint létezik egy ún. boot-olható, önállóan telepíthető (Linux-kernelre épülő) LIVE CD és LIVE USB változat is, mely optikai lemezről vagy egy USB pendrive-ról telepíthető.
2014. augusztus 1-jén az XBMC nevét Kodi-ra változtatták, különböző praktikus okok miatt, de leginkább azért, mert sok jogi támadás érte az alapítványt a név miatt. Az utolsó XBMC kiadás a „13.2 Gotham” verzió volt, ezután már az új néven futó változatok következnek. A névváltozással a szoftver honlapjának URL-jét is lecserélték.

## Jellemzői
Az XBMC támogatja a legelterjedtebb videó-, audió- és képformátumokat, zenei virtualizációkat, időjárás-információkat (kiegészítőkön keresztül), lejátszási listákat, diavetítéseket és harmadik féltől származó kiegészítőket. A Windows Media Centerrel és a MythTV-vel ellentétben az XBMC hivatalosan még nem támogatja az élő TV-adás lejátszását/felvételét (PVR/DVR), de a külső fejlesztőknek köszönhetően már most is elérhető ez a funkció, és a hivatalos támogatás is fejlesztés alatt áll. Lehetőség van játékok letöltésére is az XBMC-n belül, minek köszönhetően python programnyelven írt mini-játékokkal játszhatunk, de vannak különböző kiegészítők is, melyekkel játékokat és emulátorokat indíthatunk el, majd kilépés után visszatérhetünk az XBMC-be. A Pythonban írt pluginok segítségével az XBMC többek között képessé válik YouTube és Veoh videók, valamint SHOUTcast / podcast műsorok lejátszására. A lejátszó Xbox-os változata továbbá képes konzoljátékok indítására is.
Az XBMC nyílt forráskódját GNU GPL alatt licencelték. Az XBMC-t az Xboxot gyártó Microsoft nem tartja "hivatalos" szoftvernek, ezért Xboxon való futtatásához modchipre, softmodra vagy az Xbox BIOS EEPROM chipjének felülírására van szükség. A többi platformon mindenféle egyéb beavatkozás nélkül futtatható.

## Képernyőképek a felhasználói felületről

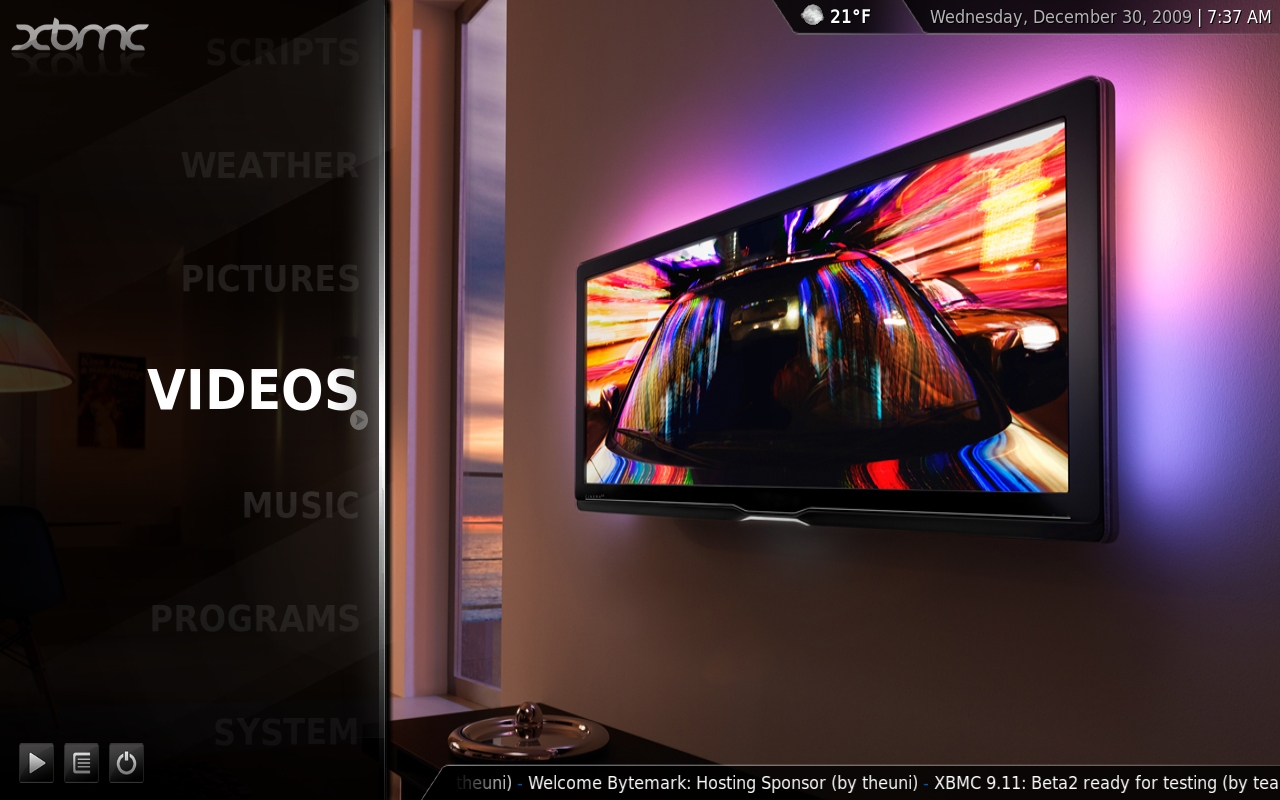
A "Confluence" felület kezdőképernyője
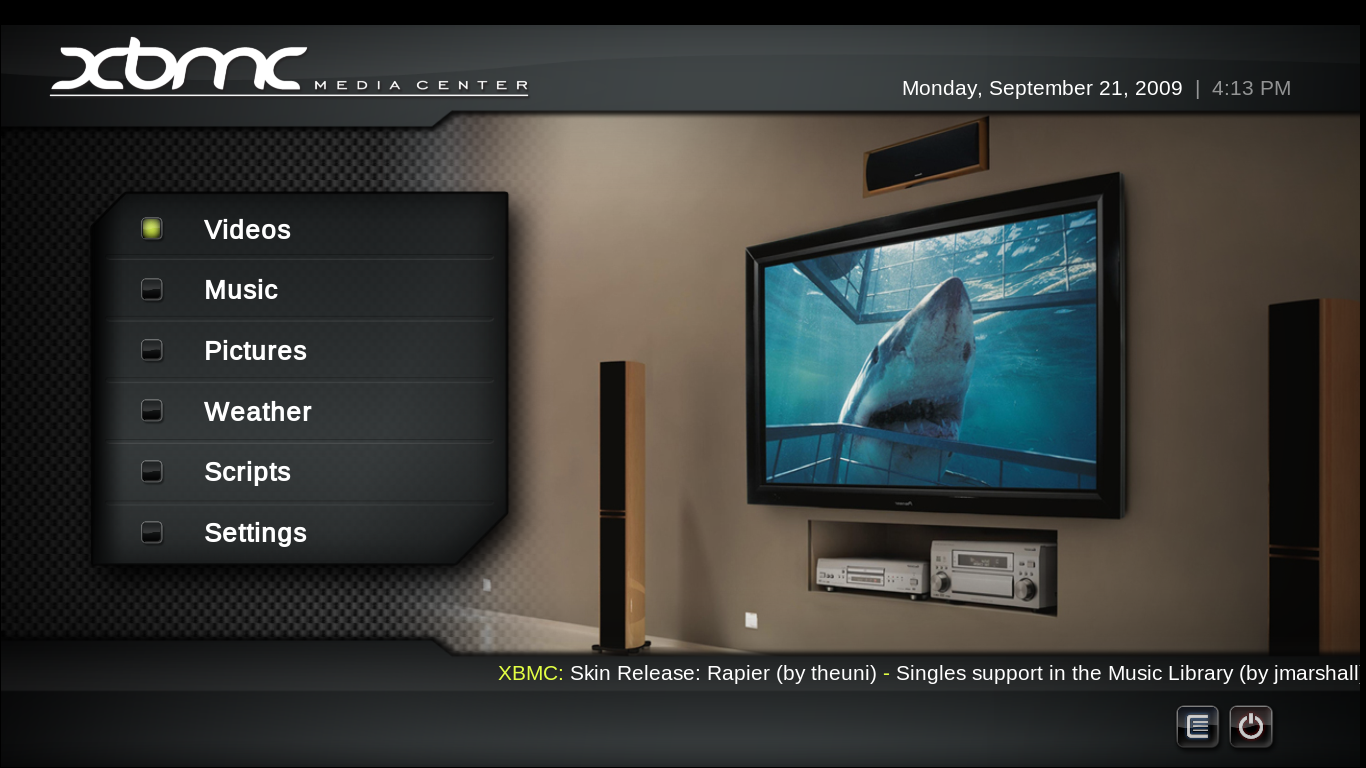
A "PM3.HD" felület főmenüje

## Nyelvi támogatás
Az XBMC jelenleg (verzió: 11.0) 40 nyelvet támogat, de a felépítésének köszönhetően nagyon egyszerűen lefordítható, mindössze egy XML kiterjesztésű fájlt kell lefordítani, majd eljuttatni a fejlesztőknek, hogy mások is használhassák az adott nyelven a szoftvert. Jelenleg a támogatott nyelvek listája a következő: afrikaans, baszk, brazil-portugál, bolgár, katalán, egyszerűsített kínai, hagyományos kínai, horvát, cseh, dán, holland, angol, amerikai angol, eszperantó, finn, francia, német, görög, héber, magyar, izlandi, indonéz, olasz, japán, koreai, máltai, norvég, lengyel, portugál, román, orosz, szerb, szlovák, szlovén, spanyol, mexikói spanyol, svéd, thai, török és ukrán. Azonban külső fejlesztőktől származó skin-ek használata esetén előfordulhat bizonyos nyelvek támogatásának hiánya!

## Rendszerkövetelmények
Az XBMC alapjában véve nagyobb rendszerkövetelményekkel rendelkezik mint a legtöbb 2D-s médialejátszó program. Szüksége van egy 3D-t is támogató grafikus vezérlőre (GPU), azonban ez ma már majdnem minden számítógépben megtalálható, és az XBMC-t a lehető legjobban optimalizálták, hogy minél kisebb erőforrást használjon fel a működése során. A FullHD, 1080p videókhoz azonban szükség van egy minimum két processzormagot tartalmazó központi processzorra, ami 2 GHz-es, vagy nagyobb frekvencián üzemel, ugyanis kisebb teljesítményű processzor esetén nem garantált a nagy-felbontású videók akadásmentes lejátszása.
Azonban az XBMC támogatja a videoprocesszoron keresztüli dekódolást is (hardveres gyorsítás), amely tehermentesíti a központi processzort videólejátszás közben, és helyette a GPU-t használja a videó lejátszásához. Hardvergyártónként és operációs rendszerenként eltérhetnek a hardveres gyorsítási metódusok, melyek a következők: Intel VAAPI, Nvidia VDPAU, AMD XvBA, a Microsoft DXVA, Apple VDADecoder/VideoToolBox, OpenMAX és a Broadcom Crystal HD Enhanced Media Accelerator.
A hardveres gyorsításnak köszönhetően az olcsó és alacsony fogyasztású eszközökkel (pl. Intel Atom, AMD Fusion stb.) is elérhetővé válik az XBMC-n a nagyfelbontású videók zökkenőmentes lejátszása.

## Támogatott platformok
KodiBuntu
Kompatibilis IA-32/x86 és x86-64 architektúrára épülő számítógépekkel, nem szükséges hozzá, hogy más operációs rendszer telepítve legyen, mivel a KodiBuntu egy Ubuntu Linuxra épülő önállóan telepíthető változat.
BSD
Kompatibilis FreeBSD és BSD UNIX operációs rendszerekkel, és IA-32/x86, x86-64, PowerPC és ARM architektúrákkal.
iOS
Kompatibilis az Apple Inc. által gyártott mobil eszközökkel, iPhone 4, iPad, iPod Touch 4. gen. vagy újabb modellekkel, de csak jailbreak használata esetén telepíthető. Ezen kívül kompatibilis a második generációs Apple TV-vel.
Android
Kompatibilis az ARM és x86 architektúrára épülő androidos eszközökkel, melyek Android 5.0 "Lollipop", vagy újabb operációs rendszert futtatnak. A hardveres videó-dekódolást támogató processzorok listája itt érhető el.
Linux
Kompatibilis IA-32/x86, x86-64, PowerPC és ARM architektúrájú számítógépekkel, melyekre Linux operációs rendszer lett feltelepítve, és az összes program-kiegészítő függőség is teljesül.
Mac
Kompatibilis PowerPC, IA-32/x86 és x86-64 alapú Macintosh számítógépekkel, melyeken a MacOSX operációs rendszer 10.4 "Tiger" vagy újabb verziója fut, és az AppleTV-vel.
Windows
Kompatibilis Windows XP, vagy újabb verziójú Windows operációs rendszerrel rendelkező számítógépekkel.
Xbox Classic
Kompatibilis az eredeti, első-generációs Microsoft Xbox játékkonzolokkal. Hivatalosan nem támogatott, de az XBMC4Xbox installálásával elérhető a játékkonzolra is.

## Tulajdonságok

### Zenék, Videók és Képek lejátszása, kezelése
Az XBMC lejátssza az optikai lemezeket (CD/DVD), a külső és belső merevlemezen található, és a hálózaton tárolt (SMB/SAMBA/CIFS) médiafájlokat (pl. Windows Fájlmegosztási szolgáltatás). Vagy akár stream-elhetőek rá ReplayTV DVR/PVR és UPnP (Universal Plug and Play) megosztások, és iTunes-megosztások (DAAP) is. Széles sávú internetkapcsolat esetén internetes stream-ek is megtekinthetőek rajta, mint pl. YouTube, Hulu, Netflix és Veoh videók és internetes rádiók (pl. Pandora Radio). Lehetőség van időjárás-információk megjelenítésére is (pl. weather.com, google weather). E mellett zene és videolejátszási funkciók, képmegjelenítő és diavetítés, és karaoke funkció is rendelkezésre állnak. Az XBMC képes az SD minőségű videók (480i/480p/576i/576p) felkonvertálására is 720p, 1080i és 1080p HD felbontásra.
További információk és leírások a lap alján, a hasznos linkek között.

### Videólejátszás
Az XBMC két különböző un. magot használ a videók lejátszására. Az első mag egy saját fejlesztésű cross-platform médialejátszó, a DVDPlayer, mely többek között a DVD Videók lejátszásáért felel, és támogatja a DVD menüket is (a lejátszó alapja szabad, nyílt forráskódú (libdvdcss, libdvdnav)). Ez egy FFmpeg alapú mag, mely támogatja a legelterjedtebb videoformátumokat. A DVD lejátszó mag képes lejátszani az ISO vagy IMG DVD-lemezképeket, és a merevlemezen található DVD filmeket (IFO/VOB/BUP), és akár a RAR-ZIP archívumokból való DVD film lejátszást is.
A második videolejátszó mag egy ismételten saját fejlesztésű mag, a DSPlayer, ezt csak a windowsos változatban használják a fejlesztők. A DSPlayer egy DirectShow alapú lejátszó, amely segítségével az FFmpeg lejátszhatja az összes elterjedt videoformátumot, és támogatja a DirectShow szűrőket is.

### Audiolejátszás
A különböző audioformátumok lejátszását is egy saját fejlesztésű audiolejátszó mag végzi, a PAPlayer. A PAPlayer támogatja a legfontosabb audiolejátszási funkciókat, mint a menet közbeni resampling, gapless lejátszás, crossfading, ReplayGain, cue sheet és Ogg Chapter támogatást. A PAPlayer rengeteg formátumot képes lejátszani, támogatja az un. audio tag-eket (címkéket), és támogatja a karaoke-t is, melyhez időzített dalszövegeket is képes megjeleníteni (grafikus/szöveges CD+G, LRC, KAR fájlok).

### Támogatott formátumok
Az XBMC a legtöbb népszerű multimédiás formátumot le tudja játszani. A szoftveres dekódolás mellett az S/PDIF digitális kimeneten át az AC3 és a DTS digitális továbbítására is képes.
- Adathordozók: CD, DVD, Video CD (többek között VCD/SVCD/XVCD), hang CD (CDDA), USB-s pendrive illetve külső és belső merevlemez. (Nyílt forráskódú dekódoló alprogramok hiányában a Blu-ray lemezek lejátszása egyelőre nem megoldható.)
- Hálózati protokollok: Universal Plug and Play, SMB/SAMBA/CIFS, XBMSP, DAAP, HTTP, HTTPS, FTP, RTSP (RTSPU, RTSPT), MMS (MMSU, MMST), RTMP, podcasting, TCP, UDP, SFTP, RTP
- Konténer formátumok: AVI, MPEG, WMV, ASF, FLV, Matroska, QuickTime, MP4, M4A, AAC, NUT, Ogg / OGM, RealMedia RAM/RM/RV/RA/RMVB, 3gp, VIVO, PVA, NUV, NSV, NSA, FLI, FLC és DVR-MS (béta)
- Videóformátumok: MPEG-1, MPEG-2, H.263, MPEG-4 SP és ASP, H.264/MPEG-4 AVC, HuffYUV, Indeo, MJPEG, RealVideo, RMVB, Sorenson, WMV és Cinepak
- Hangformátumok: MIDI, AIFF, WAV/WAVE, MP2, MP3, AAC, AACplus, AC3, DTS, ALAC, AMR, FLAC, Monkey's Audio (APE), RealAudio, SHN, WavPack, MPC/Musepack/Mpeg+, Speex, Vorbis és WMA.
- Képformátumok: RAW formátumok, BMP, JPEG, GIF, PNG, TIFF, MNG, ICO, PCX és Targa/TGA
- Feliratformátumok: AQTitle, ASS/SSA, CC, JACOsub, MicroDVD, MPsub, OGM, PJS, RT, SMI, SRT, SUB, VOBsub, VPlayer
- Metaadat címkék: APEv1, APEv2, ID3 (ID3v1 és ID3v2), ID666 és Vorbis comment hangformátumokhoz, képformátumokhoz Exif és IPTC (geotagekkel is)

### Videó médiatár
A Videó médiatár az egyik legfontosabb jellemzője az XBMC-nek, ugyanis lehetővé teszi a filmek-videók információinak-borítóinak letöltését is. Ezek az információk különböző forrásokból is beszerezhetőek, például un. Scraper-ekkel (lehúzókkal), amik különböző internetes adatbázisokból képesek ezen információk letöltésére (pl. TheMovieDB, TheTVDB, IMDb stb.). Magyarországi, lokális filminformációk a port.hu scraperrel szerezhetőek be. A port.hu scraper egy kiegészítő, mely az XBMC add-on (Kiegészítők) menedzserében tölthető le, ingyenesen. A scraper-ek képesek automatikusan letölteni a filmek információit, borítóit és háttérképeit (un. Fanart-okat). A Filmek-Videók almenüben, az oldalsó menüben válthatunk a Médiatár mód és a Fájlok mód között. A fájlok módban kereshetjük ki a filmek mappáit, és adhatjuk hozzá a médiatárhoz, médiatár módban pedig az eddig felvett filmeket és videókat láthatjuk. A scraperek több nyelvet is támogathatnak, a megfelelő nyelv a scraper beállításaiban választható ki.

### Zene médiatár
A Zene médiatár lehetővé teszi, hogy kereshessünk a Zene gyűjteményünkben, vagy létrehozhassunk intelligens lejátszási-listákat. Képes megjeleníteni a zenék címkéit (audio tag), mint Előadó, Album, Cím, Év, Műfaj, Népszerűség. A scrapereknek köszönhetően pedig automatikusan letölthetjük az albumborítókat, előadó Fanart-okat, és egyéb információkat.

## Scraper-ek
Az XBMC-ben egy beépített, opcionálisan használható funkciónak köszönhetően automatikusan letölthetőek a különböző médiafájlok információi, borítói, internetes adatbázisokból. Így lehetőség van a filmek borítóinak, háttérképeinek (FanArt) és egyéb információinak, a TV Sorozatok plakátjainak és információinak, letöltésére.

### Film scraper
Az információk letöltéséhez a filmgyűjteményük megfelelő elrendezése szükséges a merevlemezen. Szükség van egy egységes Film (vagy Movies) mappára, amiben minden film külön-külön mappában található, és a mappa illetve a videofájl neve a film teljes címét (és zárójelben a megjelenési évét) tartalmazza, az esetleges cím ütközések elkerülése miatt.
Példa:
```
Filmek [mappa]
     |----Star Wars V - A birodalom visszavág (1980) [mappa]
             |___ Star Wars V - A birodalom visszavág (1980).mkv
     |----Tolvajtempó (2000) [mappa]
             |___ Tolvajtempó (2000).avi

```

Legnépszerűbb film scraper-ek: TheMovieDB (többnyelvű, magyar is), IMDb, Port.hu (magyar nyelvű)

#### Több fájlból álló filmek
Az XBMC támogatja a szétválasztott videók együttes lejátszását, és médiatárba-vételét is, ehhez csak annyit kell tennünk, hogy a film mappájában leellenőrizzük, hogy a fájlok tartalmazzák e a cd1, cd2 stb. jelölést ha nem, írjuk be a fájlnévbe.
Példa:
```
Filmek [Mappa]
     |----Indiana Jones és az utolsó kereszteslovag (1989) [mappa]
             |___ Indiana Jones és az utolsó kereszteslovag (1989)-cd1.avi
             |___ Indiana Jones és az utolsó kereszteslovag (1989)-cd2.avi

```

### TV Sorozat scraper
Lehetőség van sorozatok információinak letöltésére is, itt szintén fontos az epizódok megfelelő elrendezése. Itt is szükség van egy egységes Sorozatok (vagy TV Shows) mappára, majd ezen belül minden sorozatnak külön mappára, és ezen belül kell elhelyezni a sorozat epizódjait. Az epizódok nevének tartalmaznia kell azt, hogy melyik évadról és melyik epizódról van szó.
Példa:
```
Sorozatok [mappa]
     |----Csillagkapu [mappa]
             |___ Csillagkapu - S01E01.avi
             |___ Csillagkapu - S01E02.avi
      
     |----NCIS [mappa]
             |___ NCIS - S01E02.avi

```

#### A támogatott évad-epizód jelölések
példa.s01e01.*
példa.s01.e01.*
példa.s01_e01.*
példa_[s01]_[e01]_*
példa.1x01.*
példa.101.*

#### A támogatott dupla-epizód jelölések
példa.s01e01-02.*
példa_[s01]_[e01-02]_*
példa.1x01.1x02.*

#### A támogatott tripla (vagy több) epizód jelölések
példa.s01e01-02-03-04.*
példa_[s01]_[e01-02-03-04]_*
példa.1x01.1x02.1x03.1x04.*
Legnépszerűbb sorozat scraper: TheTVDB (többnyelvű, magyar is)

## Hasznos linkek
Belső hivatkozások
XBMC Hivatalos Wikipedia oldal (angol) (további információk)
XBMC Online Használati utasítás (angol) Archiválva 2011. december 29-i dátummal a Wayback Machine-ben
Külső fejlesztőktöl származó kiegészítő tárolóhelyek listája (angol) Archiválva 2013. április 5-i dátummal a Wayback Machine-ben
Skin-ek tulajdonságainak összehasonlítása (angol) Archiválva 2011. december 20-i dátummal a Wayback Machine-ben
További információk
xbmc.org – Hivatalos weboldal és fórum (angol)
XBMC roadmap – a következő verziók várható megjelenési időpontja és fejlesztés állapota (angol)
OpenELEC – Hivatalos weboldal és fórum (angol) (önállóan telepíthető mini-Linux kernelre épülő operációs rendszer XBMC GUI-val)
További ismertetők a programról
XBMC kezdőknek 1. rész – Filmek
XBMC kezdőknek 2. rész – Sorozatok és videók kezelése
XBMC Kezdőknek 3. rész – Zenék, Képek és egyebek
XBMC Kezdőknek 4. rész – Lejátszás
XBMC irányításának testreszabása, irányítás Logitech Harmony-val
XBMC – Borítók és extra képek

## Fordítás
Ez a szócikk részben vagy egészben  a   XBMC című angol Wikipédia-szócikk fordításán alapul.  Az eredeti cikk szerkesztőit annak laptörténete sorolja fel. Ez a jelzés csupán a megfogalmazás eredetét és a szerzői jogokat jelzi, nem szolgál a cikkben szereplő információk forrásmegjelöléseként.